# Inamjon Usmankhodjàiev
Inamjon Buzrúkovitx Usmankhodjàiev (uzbek: Иномжон Бузрукович Усмонхўжаев; rus: Инамджан Бузрукович Усманходжаев, Inamdzhan Buzrukovich Usmanjodzháyev) (Fergana, 21 de maig de 1930 - Fergana, 17 de març de 2017) va ser un polític uzbek soviètic, que va exercir com a 11è primer secretari del Partit Comunista de la República Socialista Soviètica d'Uzbekistan, i després de l'«escàndol del cotó» com a secretari general.

## Trajectòria

### Primers anys
Va néixer en la família d'un dirigent polític del districte de Rixtan, a l'óblast de Fergana. El 1955 es va graduar a l'Institut Politècnic d'Àsia Central. Va treballar com a enginyer i arquitecte en cap a la ciutat de Margilan. El 1958 va ingressar al Partit Comunista de la Unió Soviètica.
Des de 1962 va treballar en el partit de govern soviètic, ocupant el càrrec de president del comitè executiu del Consell de Diputats Obrers de la ciutat de Fergana, secretari del comitè regional de l'óblast de Sir Daria del Partit Comunista, i treballador de l'aparell del Partit Comunista de la RSS d'Uzbekistan al Comitè Central del Partit Comunista de la Unió Soviètica.
Entre 1974 i 1978, va ser primer secretari del comitè regional a Andidjan. Aquell mateix any, va ser elegit com a president del Presídium del Soviet Suprem de la República Socialista Soviètica d'Uzbekistan, fins a 1983. Simultàniament, va ser vicepresident del Presídium del Soviet Suprem de l'URSS entre l'abril de 1979 i el desembre de 1983.
Al novembre de 1983, va ser elegit primer secretari del Partit Comunista de la RSS d'Uzbekistan, reemplaçant a Sharaf Rashídov, qui havia estat primer secretari des de finals de la dècada de 1950.
El 1981 va ser membre del Comitè Central del PCUS i diputat del Soviet Suprem de la Unió Soviètica en les seves Xa i XIa convocatòries, així com membre del seu presídium.

### Escàndol del cotó
A mesura que augmentaven els ordes de Moscou de conrear cada vegada més cotó, el govern local de la RSS d'Uzbekistan havia respost informant d'un creixement miraculós a la terra irrigada i collida, i millores rècord en la producció i l'eficiència. Avui sembla que la majoria d'aquests registres van ser falsificats. La falsificació dels resultats va involucrar a molts funcionaris tant del govern central soviètic a Moscou com a l'RSS d'Uzbekistan.
A l'estiu de 1984, un grup d'empleats del Comitè Central del PCUS encapçalat pel Secretari del Comitè Central Yegor Ligachov va arribar a Taixkent per a celebrar el XVI Ple del Comitè Central del Partit Comunista de la RSS d'Uzbekistan, amb la finalitat d'elegir a un nou primer secretari com a reemplaçament de Rashídov. En el Ple, tots els oradors, inclòs Usmankhodjàiev, que fins fa poc jurava lleialtat a la memòria de Rashídov, el van denunciar com un dèspota, un funcionari corrupte, i un sobornador que havia causat un mal irreparable al poble uzbek. Va ser acusat de perseguir a les persones honestes que s'atrevien a dir-li la veritat, creant un ambient de servilisme i nepotisme a la república. Per decisió del Ple, les cendres de Rashídov van ser exhumades i enterrades novament en el cementiri de Chagatai, on estan enterrats personatges públics destacats de la cultura, la ciència, i la política de la república. 
El 1986, es va anunciar que gairebé tot el partit i la direcció del govern de la república havia conspirat per a falsificar les xifres de producció de cotó. Es va dur a terme una purga massiva (només un ministre va sobreviure a la purga) del lideratge uzbek, amb fiscals portats de Moscou, la qual cosa va provocar arrestos, execucions i suïcidis generalitzats. És possible que mai se sàpiga fins a quin nivell es va estendre la corrupció, ja que el propi gendre de Leonid Bréjnev, Iuri Churbanov, va estar implicat en l'assumpte.
Durant la Perestroika, va ser acusat de corrupció i d'estar involucrat en l'"escàndol del cotó"; el 1988 va ser rellevat de les seves funcions com a primer secretari de la república, i un any després, el 1989, va ser condemnat a 12 anys de presó. Poc temps després, el 1990, va sortir de la presó, però no va anar totalment absolt. El 18 de novembre de 2016, el Tribunal Suprem d'Uzbekistan el va rehabilitar totalment, després de la mort del primer president del país, Islam Karimov.

### Repercussions de l'escàndol del cotó
Va ser durant el govern d'Usmankhodjàiev com a secretari general que les imatges de satèl·lit van mostrar que els informes del govern uzbek eren falses. Usmankhodjàiev va mantenir la seva posició durant tot l'escàndol, actuant com a titella de Moscou, pel qual el Comitè Central va tractar d'enfortir el seu control a l'RSS d'Uzbekistan. Usmankhodjàiev va ser secretari general des del 3 de novembre de 1983 fins al 12 de gener de 1988 i va ser reemplaçat per Rafiq Nishonov.
El 12 de gener de 1988, va ser rellevat de les seves funcions com a primer secretari del Comitè Central del Partit Comunista de la República Socialista Soviètica d'Uzbekistan "en relació amb el seu retir", i el 24 de maig de 1988, va ser destituït del Presídium del Soviet Suprem de l'URSS. El 28 de novembre de 1988 va ser destituït del Comitè Central del PCUS "per haver-se compromès".
Després de la dissolució de l'URSS, per iniciativa del segon president d'Uzbekistan, Shavkat Mirziyoyev, el 18 de novembre de 2016, la Cort Suprema d'Uzbekistan el va rehabilitar completament. Els últims anys de la seva vida els va viure a Fergana, a casa del seu pare amb els fills i els néts. Va morir el 17 de març del 2017 a l'edat de 86 anys.

## Premis i condecoracions
- Orde de Lenin (1976)
- Orde de la Revolució d'Octubre (1980)
- Orde de la Bandera Roja del Treball (1972, 1973)
- Orde de la Insígnia d'Honor (1965)